# Quartiere Santo Spirito (Teramo)
Il quartiere di Santo Spirito, o anche di Porta Romana, è uno dei quattro rioni storici di Teramo.

## Gonfalone
Giallo, bianco e verde. Torre rettangolare in campo bianco, sia questa torre della solita forma araldica e stando nella parte media e argentea del gonfalone, è dipinta di verde, giustappunto l'ultimo colore dello stendardo, poiché non può essere d'oro, metallo della prima zona del gonfalone, perché non si può usare l'oro sopra il metallo (l'argento). La torre merlata è in tre pezzi di verde, aperta e finestrata. Tutte le daghe sono verticali.

## Descrizione
Il quartiere comprende la parte meridionale del centro storico, ponendosi a sud del quartiere San Giorgio, e confluendo a metà dell'area orientale con il quartiere di Santa Maria a Bitetto. Esso è attraversato dal decumano di Corso Porta Romana che sfocia in Largo Proconsole insieme a via Trento e Trieste. 
Il corso si trasforma poi nella via Vincenzo Irelli, dove inizia l'altro quartiere di Santa Maria. Altre vie sono la circonvallazione Spalato, via San Giuseppe, via dei Funai, vicolo Garofano e vicolo Mazzaclocchi, mentre i due piazzali principali sono Largo Proconsole, dove si trova la chiesa di Santo Spirito e Piazza Dante Alighieri, dove si affaccia il Liceo Classico "Melchiorre Delfico".

### Storia
Il quartiere sorse nel Medioevo, attorno alla strada maestra di Porta Romana, poiché alla fine delle mura, verso il piano dei Cappuccini, esisteva un arco delle mura, con relativa dogana di passaggio,  ancora oggi esistente.
Il quartiere fu il quartier generale della famiglia dei De Valle, nota poi come Antonellisti o Mazzaclocchi, che come ricordano gli storici Muzio Muzii e Niccola Palma, dalla fine del Duecento fino al XVI secolo combatterono aspramente contro i Melatino del quarto San Leonardo, per il potere della città. 
Nel XIII secolo il quartiere si arricchì di monasteri, come quello di Santo Spirito, dipendente direttamente dalla chiesa di Santo Spirito in Sassia a Roma, e quello di San Domenico. Nel XVIII secolo la casa Catenacci di proprietà dei Corradi, fu adibita a teatro civico sino alla metà dell'800, quando fu inaugurato il nuovo teatro in corso San Giorgio. Il quartiere si sviluppò negli anni '30, con la confisca dei terreni del convento dei Cappuccini.
Si potero o realizzare nuove strade di collegamento con il quartiere San Giorgio, come via Carducci, piazza Dante,  dove nel 1934 fu costruita la nuova sede del liceo classico di Teramo. Negli anni '70 ci furono demolizioni causate dalla speculazione, come la casa di via Irelli, dove fu eretto un condominio. 
Altre demolizioni nel 1928 avevano riguardato la storica casa Antonelli o Bevilacqua (XIII secolo) sul corso di Porta Romana, con murata la famosa lapide "delle Malelingue", riferita alle guerre tra i Melatino e i De Valle, poi rimontata nel palazzo comunale. 
Il quartiere è stazione di passaggio della processione del Venerdì santo a Teramo, con fermata della statua della Desolata presso la chiesa di Santo Spirito.

## Monumenti

### Chiese e conventi

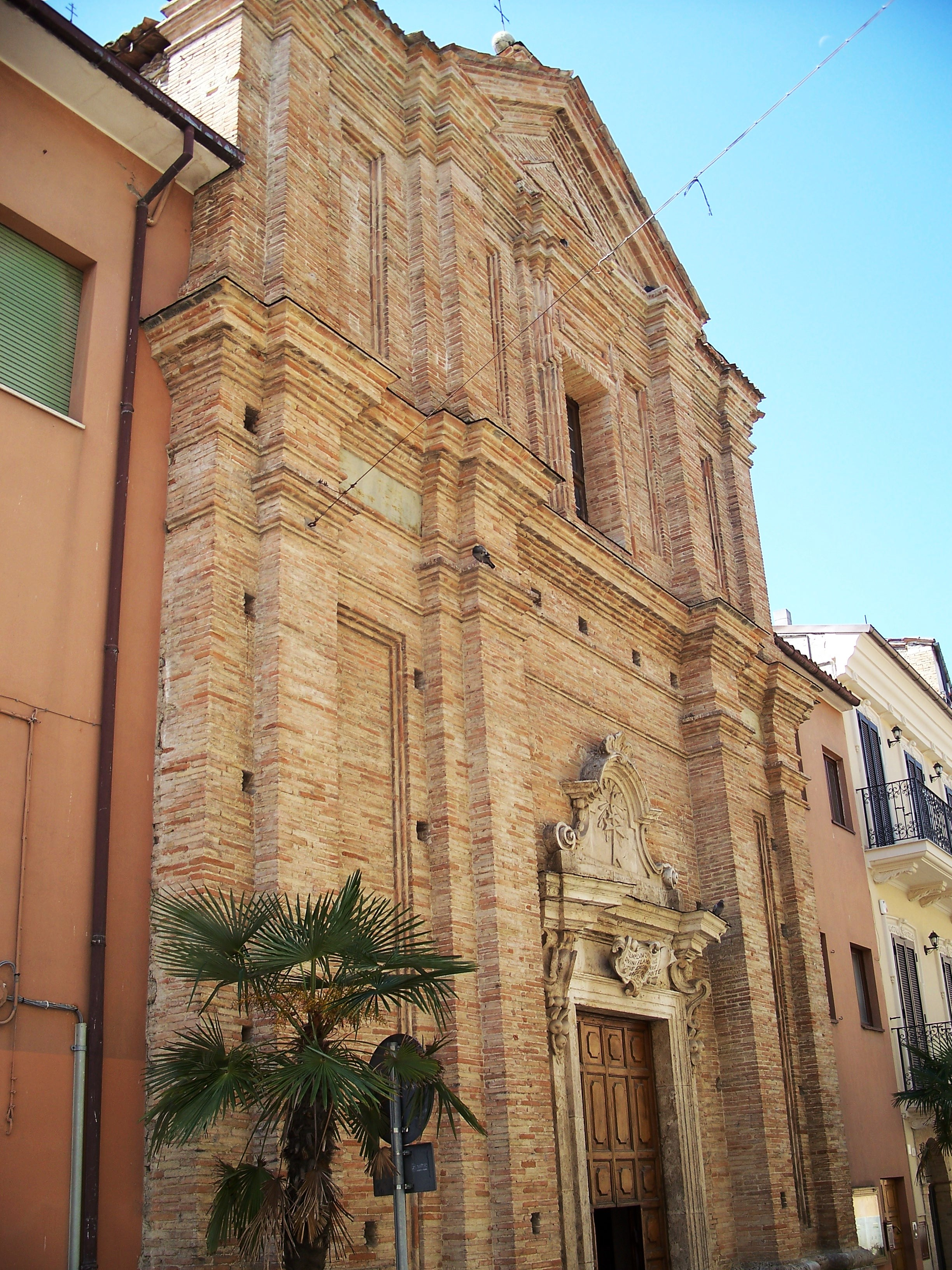
Facciata di Santo Spirito

- Chiesa del Santo Spirito: la chiesa è menzionata dalle fonti sin dal XIV secolo, assieme all'antico ospedale annesso. Attualmente conserva un aspetto barocco, frutto dell'intervento del 1628, e di altri restauri del XVIII secolo.[2]La facciata in laterizio su basamento in conci di pietra, è a due ordini con finestrone centrale su quello superiore, coronata da timpano, scandita da cornici a più modanature, e da quattro paraste con specchiature. Il portale tardobarocco è in travertino, realizzato dalla bottega degli ascolani Giosaffatti (Lorenzo, Lazzaro e Pietro). Il campanile è rinascimentale, ricavato da una torre di controllo rettangolare, con profonde arcate, e un cuspide superiore. L'interno è a tre navate con impianto a croce greca, la cella centrale presenta una campata a cupola con lanternino; di interesse si conserva una pala d'altare del 1568, rappresentante la Pentecoste.

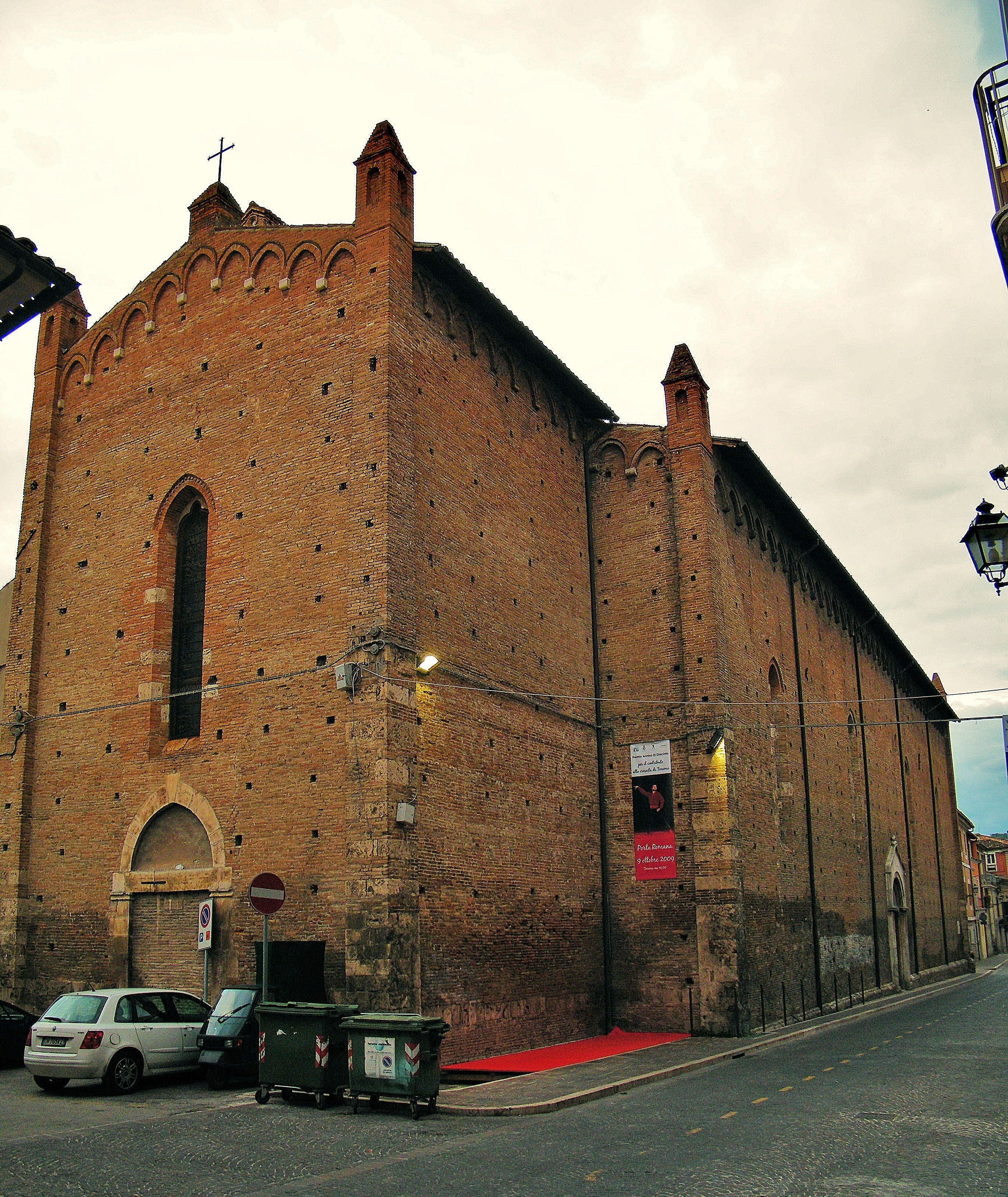
Chiesa di San Domenico

- Chiesa di San Domenico con ex convento sede dell'Archivio di Stato: i frati Domenicani furono chiamati a Teramo dal vescovo Gentile da Sulmona nel 1268 per aiutarlo nell'amministrazione pubblica. La costruzione della chiesa iniziò soltanto nel 1323 per volere del vescovo Niccolò degli Arcioni, che concesse un'indulgenza di 40 giorni a tutti coloro che avessero visitato il neonato monastero. La grande chiesa fu terminata nel 1407 durante il priorato di frate Vincenzo di Chieti, e la costruzione del chiostro procedette di pari passo a quella della chiesa, completato secondo il Muzi con il contributo di Matteo Melatino signore di Frondarola, morto nel 1371. Elementi strutturali e architettonici, riscontrabili nella parete esterna dell'attuale cappella del Rosario, tra cui due piccole finestre gotiche, inducono a pensare a una primitiva chiesa, officiata dai Domenicani fin dal loro ingresso a Teramo, inglobata successivamente nella nuova costruzione gotica. L'esterno è in laterizio, più economico e di facile utilizzo, per evitare rivalità con gli altri ordini spirituali di Teramo. La chiesa poggia su ampio e semplice basamento sagomato in pietra ed ha un coronamento simile alla chiesa di Sant'Antonio (anticamente San Francesco), con qualche finestrone oblungo, a forma di bifora, e grazioso portale, unici elementi che interrompevano l'uniformità delle grandi muraglie. Per l'interno fu scelto il tipo di struttura a grande navata unica con tribuna rettangolare, mentre all'esterno presentava robusti contrafforti angolari posti sulle cantonate, anziché lesene intermedie. All'interno la struttura fu rinforzata con arconi a sesto acuto di collegamento, che la divisero in sei campate coperte a tetto, mentre nel coro, che costituì l'abside del tempio, fu costruita una slanciata volta a crociera con costoloni, con un bel cielo stellato affrescato nelle lunette. Come nella chiesa di Sant'Antonio, l'edificio di San Domenico esternamente coronato da eleganti arcatelle cieche in mattoni piuttosto ampie, a forma di ogive depresse, sporgenti su piccole mensole in pietra a cotto; nell'abside fu posto un finestrone che poco di scostava dalle quattro grandi finestre laterali con doppia strombatura ed a sesto acuto, realizzate impiegando alternamente pietra concia e mattoni. Gli affreschi posti lungo la parete interna della grande navata sono di Luca di Atri (XIV secolo), e rappresentano le Storie della vita di Gesù, quelli dell'abside, della controfacciata e di patte della parete sinistra raffigurano santi dell'Ordine Domenicano, pitture votive e immagini mariane databili tra il XIV-XV secolo, molto interessanti l'Annunciazione che presenta analogie con gli affreschi della chiesa di Santa Maria in Piano di Loreto Aprutino, una Madonna del Latte con Sant'Antonio e Santi Sebastiano e Rocco. Nella parete della controfacciata c'è il grande affresco gotico dei santi Antonio di Padova, Giustina, Dabiele e Prosdocimo e San Berardo, Sant'Antonio e San Vito (?). Al centro di questa schiera c'è dentro una mandorla la Madonna col Bambino che raccoglie la preghiera del committente inginocchiato, forse il tal Conte di Carrara, signore di Padova. Altre opere di interesse sono di Giovanni Antonio da Lucoli, ossia la terracotta policroma della Madonna delle Grazie (XVI secolo), di Michele Clerici il gruppo in stucco della Famiglia Santa di Sant'Anna (XVIII secolo), posto nelle nicchie del presbiterio.

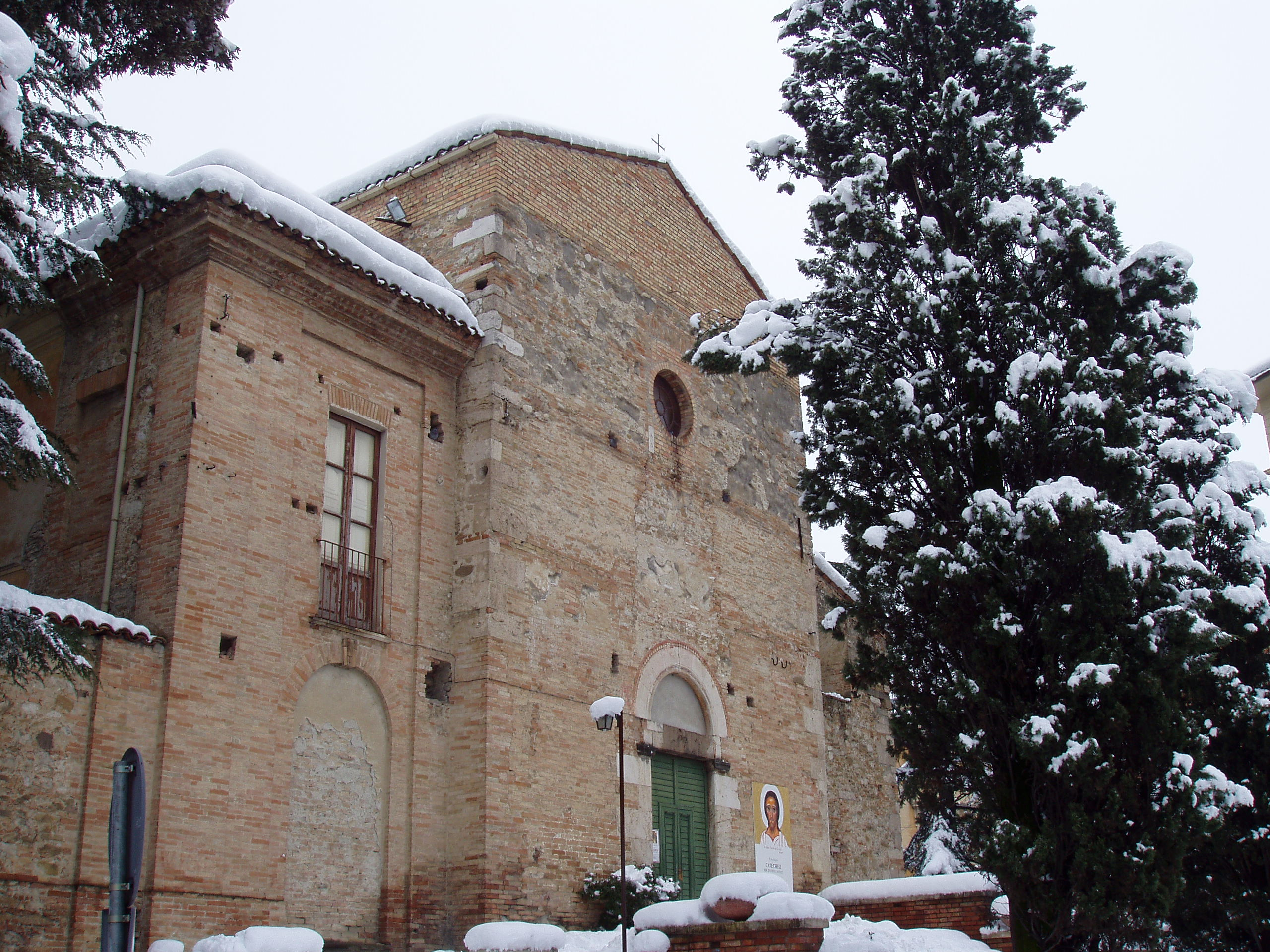
Chiesa dei Cappuccini

- Chiesa di San Benedetto dei Cappuccini: si trova nella periferia del rione San Giorgio, all'imbocco di Corso Porta Romana; il monastero risalirebbe all'819 d.C., fondato dal vescovo Adalberto dell'ordine dei Benedettini. Nel corso dei secoli il monastero subì vari rifacimenti, il più evidente il restauro della sezione terminale. La parte più antica in basso è costituita in laterizi con ammorsature di conci[3]. Il portale centrale realizzati in conci squadrati, è sovrastato da una lunetta con decorazione di mattoni posti di taglio nella prima cornice, mentre la seconda è realizzata da una serie di scacchi romboidali in laterizio, il tutto in stile romanico. Questa decorazione in laterizio è presente anche nella chiesa di Sant'Anna dei Pompetti, antica sede vescovile di Teramo prima del Duomo di Santa Maria Assunta. L'impianto conventuale risale al XII secolo, mentre l'interno è in stile tardo cinquecentesco, arricchito da un tabernacolo ligneo di frate Giovanni Palombieri del 1762. L'altare maggiore è anch'esso in legno, con dipinti dell'Immacolata in gloria, di San Benedetto e San Francesco nei pannelli laterali; sul retro dell'altare si trovano dipinti cinquecenteschi con la Madonna Immacolata tra San Berardo e Santa Maria Maddalena, mentre nelle parti laterali San Francesco e San Giuseppe, opera di Pietro Gaia.
- Chiesa di San Giuseppe: edificata alla fine del Cinquecento forse presso un tempio romano dedicato a Venere, sorgeva presso delle fonti di approvvigionamento, fuori le mura. La chiesa era una cappella privata della famiglia Tullj fino al 1799, quando la famiglia si estinse per morte violenta. Rimase in custodia della famiglia Di Pietro, della confraternita dei Falegnami di San Giuseppe, a cui la chiesa è intitolata. L'edificio è in laterizio e pietre, sulla facciata si apre un portale architravato sormontato da un timpano spezzato. Nella parte alta c'è un finestrone circolare e poi un timpano finale di coronamento. Ai lati del portale si aprono due piccole finestre rettangolari incorniciate per le campane. L'interno a navata unica ha il suo altare maggiore ligneo rivestito in oro, opera seicentesca della bottega di Domenico Aviotto. Altre opere sono quattro tele laterali dello stesso periodo, della bottega di Stanislao Majewski, che fu attivo anche nel Duomo di Santa Maria Assunta
- Ex chiesa di Santa Maria del Riparo: in Corso Porta Romana, ha pianta rettangolare, con semplice facciata ornata da un portale architravato, sormontato da un oculo murato. La chiesa ha un aspetto barocco del XVIII secolo.

### Palazzi

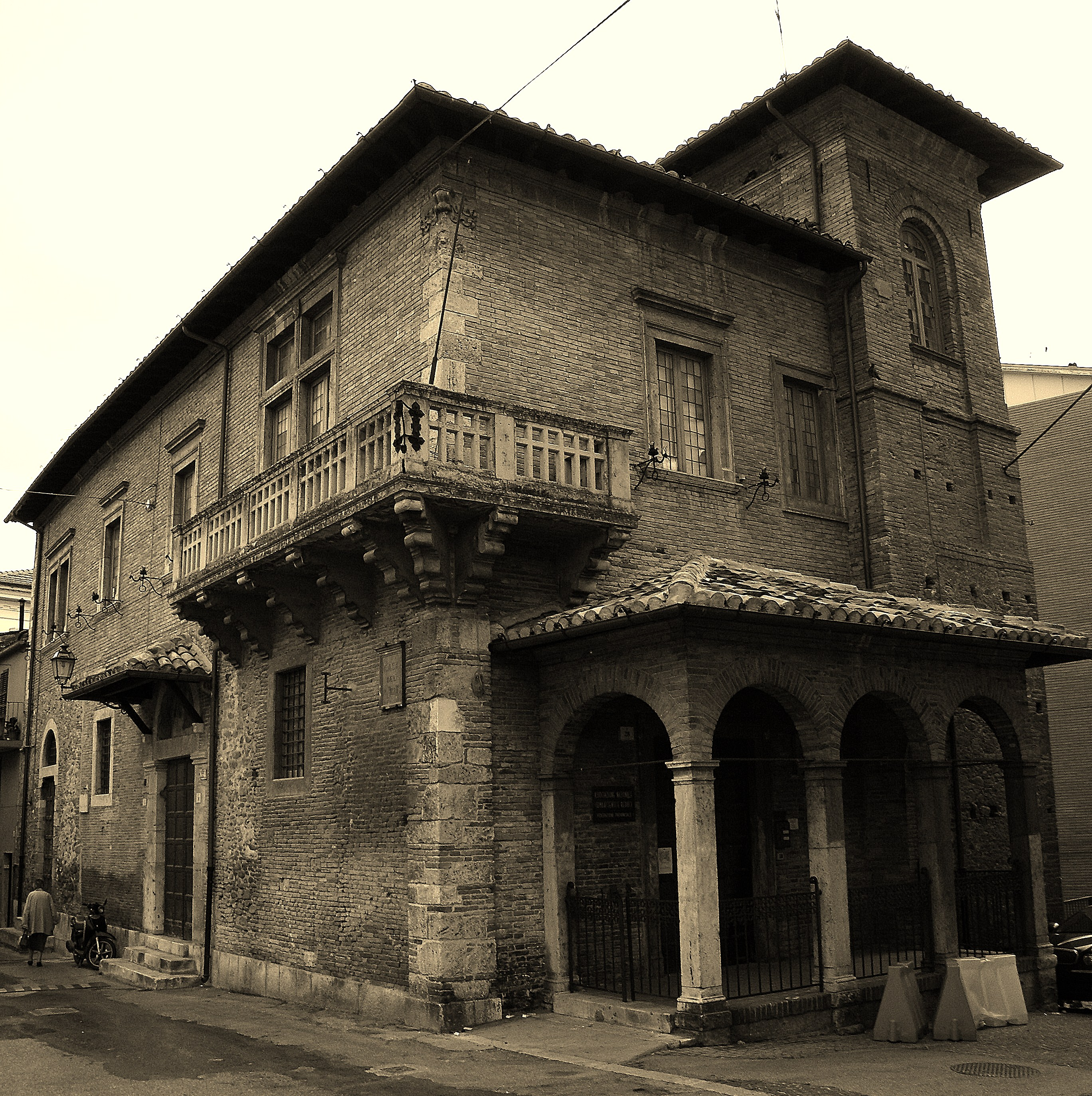
Casa del Mutilato

- Casa del Mutilato: si trova in Piazza Dante Alighieri all'ingresso di via Trento e Trieste, in passato era la chiesa di Santa Maria della Misericordia, costruita nel 1348 durante l'epidemia di peste, probabilmente con un annesso ospedale. Oggi la chiesa è stata inglobata nell'edificio pseudo quattrocentesco detto "casa del Mutilato", realizzato nel 1927 per gli invalidi di guerra, del quale sopravvivono due piccoli portali in pietra.[4]L'ingresso a quella che un tempo era la chiesa, è scandito da un arco ogivale nella cui lunetta è conservato un affresco quattrocentesco di Giacomo da Campli, ritraente la Madonna col Bambino tra Sant'Antonio abate e una santa non identificata. Sulla ghiera sono visibili pochi resti di una cornice, all'interno invece ci sono degli affreschi trecenteschi, tra cui uno di Sant'Onofrio. La chiesa fu restaurata nel 1400 da Pio Ferretti, e non subì altre modifiche, nel 1514 fu visitata da Giovanna II d'Aragona che donò alla cittadinanza un Crocifisso che sembrava contenesse una spina originale della corona del martirio. La casa ha una pianta rettangolare con ingresso preceduto da un portico ad arcate con tettoria, mentre sulla destra una torretta di controllo con finestra è stata ricavata dal campanile. L'insieme è rinascimentale.

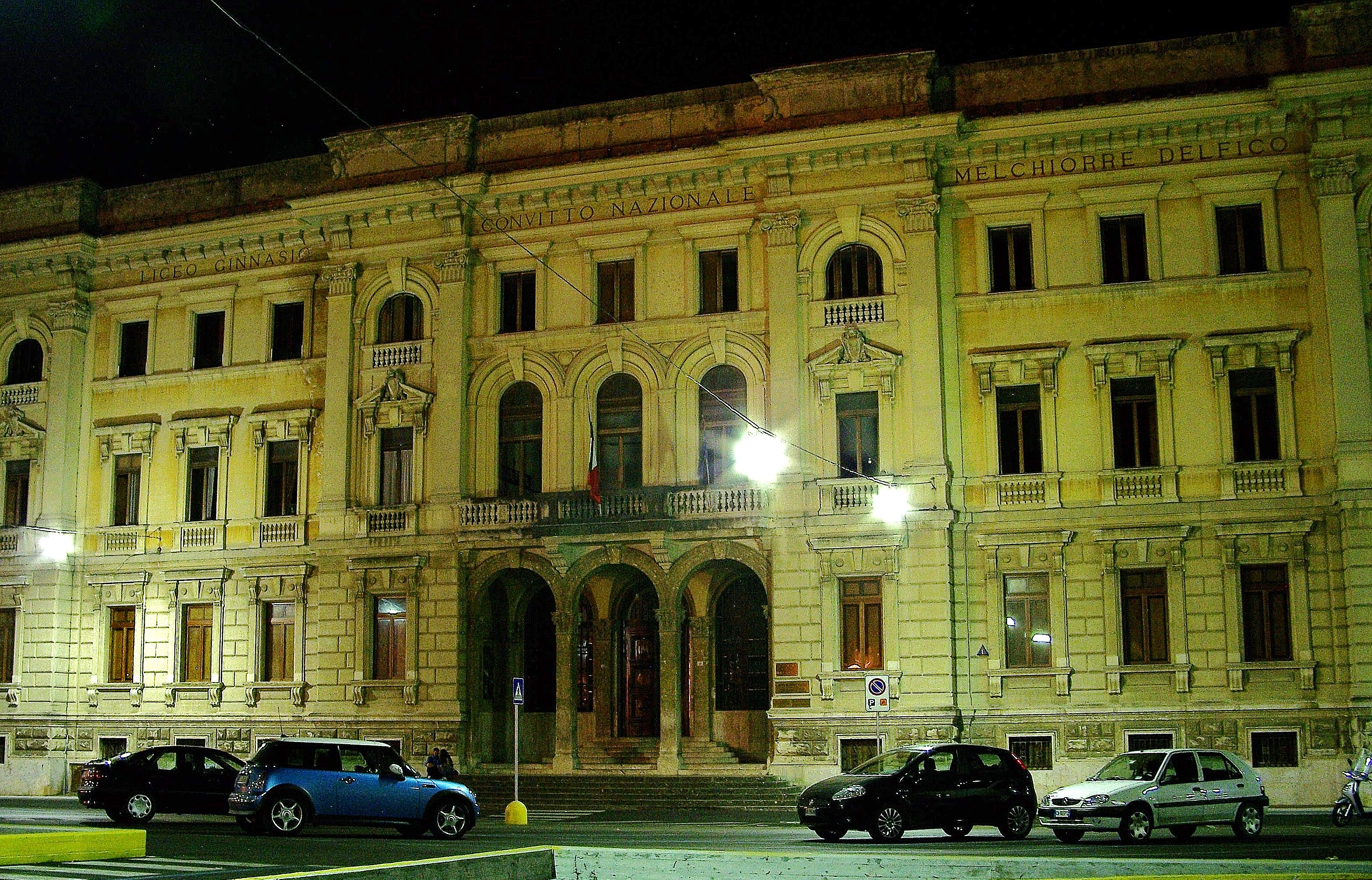
Il Liceo classico "Melchiorre Delfico"

- Convitto "Melchiorre Delfico": nato come Real Collegio di Teramo nel 1813 con decreto di Gioacchino Murat del 16 maggio, l'Istituto svolse il ruolo culturale maggiore per decenni, ancora di più dopo il 1849 quando fu affidato ai Padri Barnabiti. Nel 1857 su richiesta dei teramani la scuola divenne Real Liceo, ciò comportò l'attività organizzativa ed una funzione giuridica imponenti, con ampliamento del piano di studi con molte materie aggiunte: grammatica, studi umanisti, filosofia, matematica, fisica, legge, notariato, medicina, farmacia, lingue straniere, giurisprudenza.[5]Con decreto del 21 ottobre 1861 la scuola divenne Regio Liceo Ginnasio di Teramo, e l'edificio venne ampliato e restaurato. Dal 1934-35 la sede nuova è stata costruita in forme classiche bella periferia teramana, in Piazza Dante Alighieri.
La bellezza della struttura architettonica si mostra in pieno accordo con le soluzioni adottate dai progettisti per la realizzazione delle aule didattiche, delle biblioteche, quanto all'architettura eclettica classica, il palazzo somiglia al Tribunale Civile e Penale di Roma. L'istituto dispone inoltre di un bel cortile interno, attrezzato per il basket, il volleyball, concerti e assemblee studentesche. Il palazzo rispecchia un'architettura eclettica tra il neoclassico e il neorinascimentale. Delle profonde cornici marcapiano dividono in tre settori il corpo, la prima è più aggettante, e divide il pianterreno dal primo. Quello di base è fasciato in bugnato grezzo, mentre l'ordine di finestre presente delle cornici neoclassiche. Dei profondi cantonali insieme a quattro avancorpi aggettanti dividono verticalmente la struttura, la coppia centrale crea il blocco principale, più stretto rispetto agli altri due estremi, e sono ornati da finestre: una alla base, altre due ai piani superiori, al primo decorate da timpano triangolare, e al secondo da cornice semplice a tutto sesto con chiave di volta, affiancate tutte quante da coppia di paraste a capitello ionico. L'avancorpo centrale alla base ha un portico di tre arcate, al piano primo ripropone il modello delle tre aperture a tutto sesto con grande balconata e con finestre incorniciate in maniera semplice, con chiave di volta, mentre l'ultimo piano presenta sempre tre finestre, ma con semplice cornice.

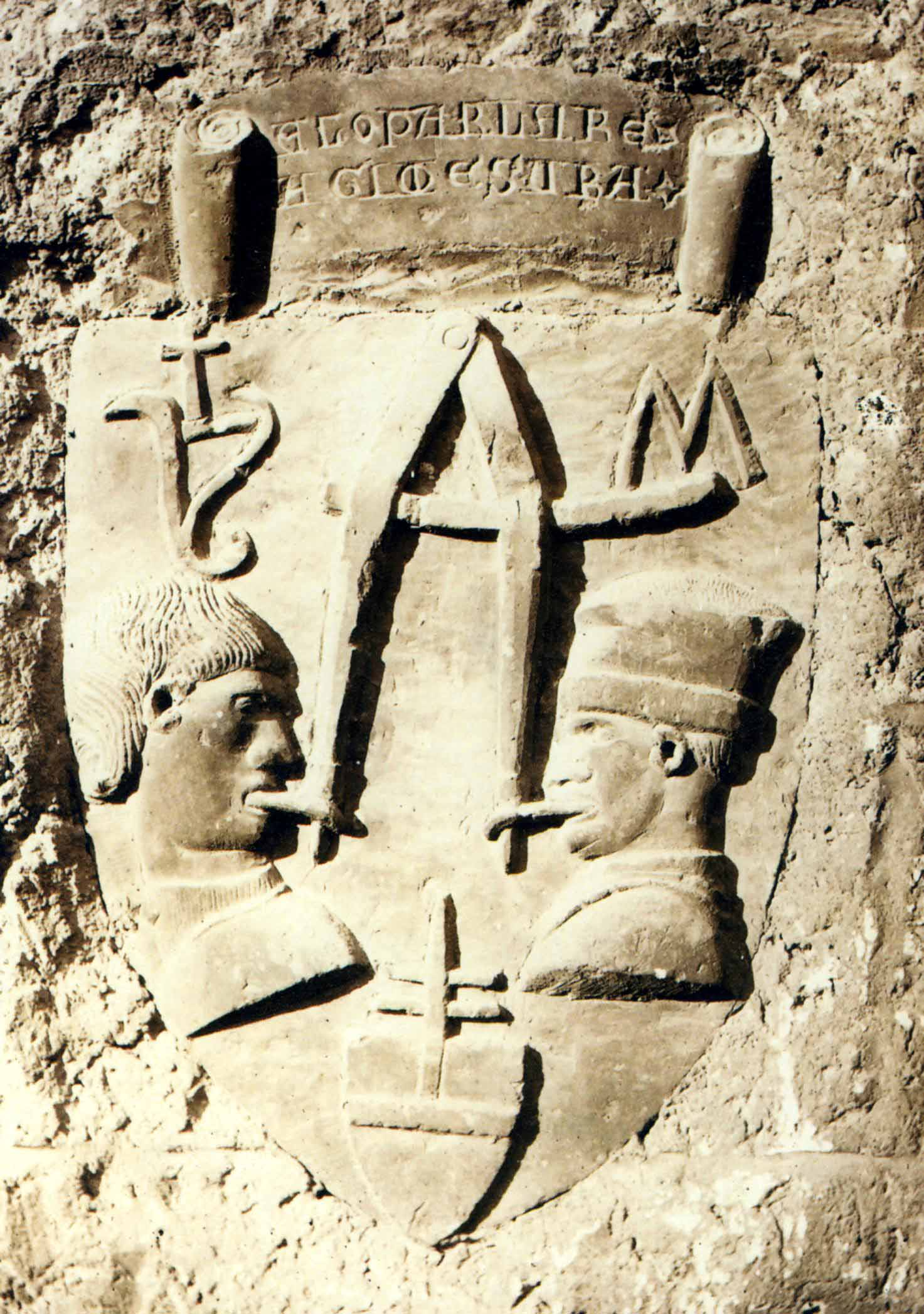
Lapide delle Malelingue

- Villa Blandina: si trova all'ingresso del Corso Porta Romana, nei pressi della chiesa dei Cappuccini. Prestigioso edificio liberty edificato nel 1913 da Tommaso Pirocchi, medico teramano noto per il suo impegno sociale, che affidò il progetto all'ingegnere Alfonso De Albentiis. Gli affreschi all'interno sono attribuiti a Vincenzo Sardella, un decoratore assai noto nel liberty teramano. La villa ha pianta quadrangolare e ricalca il liberty eclettico, che questa volta si rifà alle ville rinascimentali toscane.

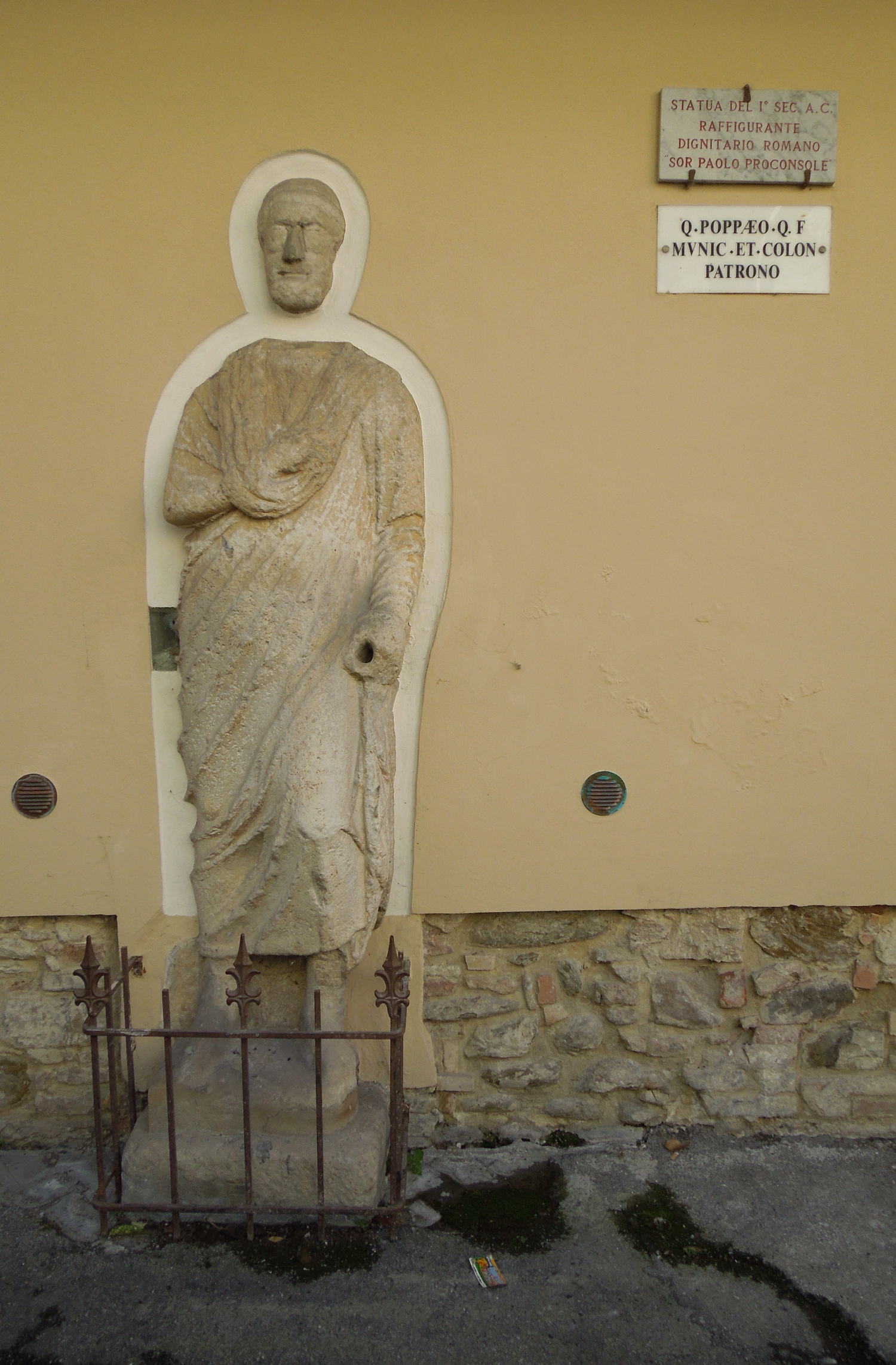
Sor Paolo proconsole

- Lapide delle "male lingue": si trovava presso una casa quattrocentesca lungo il corso, poi demolita. La lapide fu trasferita nel palazzo comunale. Il bassorilievo raffigura due volti di profilo che si fronteggiano, entrambi con lingue sporgenti e trafitte da un compasso aperto. La lapide a forma di scudo è sormontata da un cartiglio, pure in pietra, sul quale è inciso il motto "A lor parlare agi mesura" (Nel parlare misura le parole). Le teste appaiono sormontate da due lettere, una M sulla destra e una Y sulla sinistra. Al di sotto dei due profili si trova un piccolo scudo sormontato da doppia croce. Questa pietra si trovava sulla casa medievale di Antonello De Valle. Secondo il Muzii nel Cinquecento la casa era passato ai Bevilacqua, e successivamente secondo Nicola Palma alla famiglia di Francesco Principe. Nel Novecento la casa passò all'amministrazione comunale che decide di restaurarla (1928), ma successivamente si optò per la demolizione e ricostruzione in altro luogo, decisione stucchevole e non attuata. La lapide fu presa in custodia dal bibliotecario Luigi Savorini che la espose nella sala dei cataloghi della biblioteca "Melchiorre Delfico", dove rimase fino agli anni '70.
- Statua di Sor Paolo Proconsole: si trova presso un edificio accanto alla chiesa di Santo Spirito. Rappresenta un togato in travertino, di provenienza ignota, murata da tempo presso la facciata dell'abitazione privata. Venne citata sia dal Palma che dall'umanista Campano nel 1465. La statua originale è acefala, e la testa di oggi è molto più tarda, realizzata in età romanica, Grazie all'analisi dell'attacco alla base del collo è visibile l'incavo circolare per l'alloggiamento del capo; oltre alla testa mancano alcuni attributi come la capsa laterale e il volumen (il rotolo). La statua è stata realizza in  un unico pezzo, ad eccezione della testa e del volumen. Rappresenta un personaggio maschile vestito di tunica e toga, in posa rigidamente frontale, con la gamba destra tesa e la sinistra flessa sul ginocchio. Ai piedi, leggermente divaricati, indossa calzari sui quali le linee incise indicano le strisce di cuoio dell'allaccio. Il braccio destro è aderente al busto in alto sul petto ad angolo acuto, avvolto nella stoffa all'altezza del polso; il braccio sinistro accostato al corpo, è portato leggermente in avanti e sul polso si avvolge della stoffa che ricade lateralmente. La mano sinistra impugnava il rotolo, inserito nell'apposito incasso. Le pieghe della toga sono oblique e piuttosto piatte, la resa del panneggio stringata, dura e lineare. Sebbene non sia possibile fare un esame della parte posteriore della statua, sembra che il retro della figura sia piatto, alla luce della fruizione frontale della statua, delle caratteristiche formali dozzinali del materiale, sembra preferibile ricondurre la statua alla sfera privata, piuttosto che a quella onoraria pubblica del I secolo a.C. La scarsa consistenza plastica e le caratteristiche grossolane dell'insieme lasciano intende che sia una statua iconica realizzata in un mercato specializzato nella produzione seriale di plastici anonimi, come un esempio presente anche nel museo archeologico, a cui venivano sovrapposti volti più espressivi per il committente. L'antica statua per i teramani è nota come "sor Paolo", un tempio usato alla maniera del Pasquino romano come castigatore del malcostume sociale e politico, nella cui mano sinistra venivano affisse le lamentele, le satire e le proteste contro i signori della città. In epoca più recente i componimenti sono diventati di tema amoroso e di tifo calcistico.

### Casa Catenacci ed ex teatro Corradi

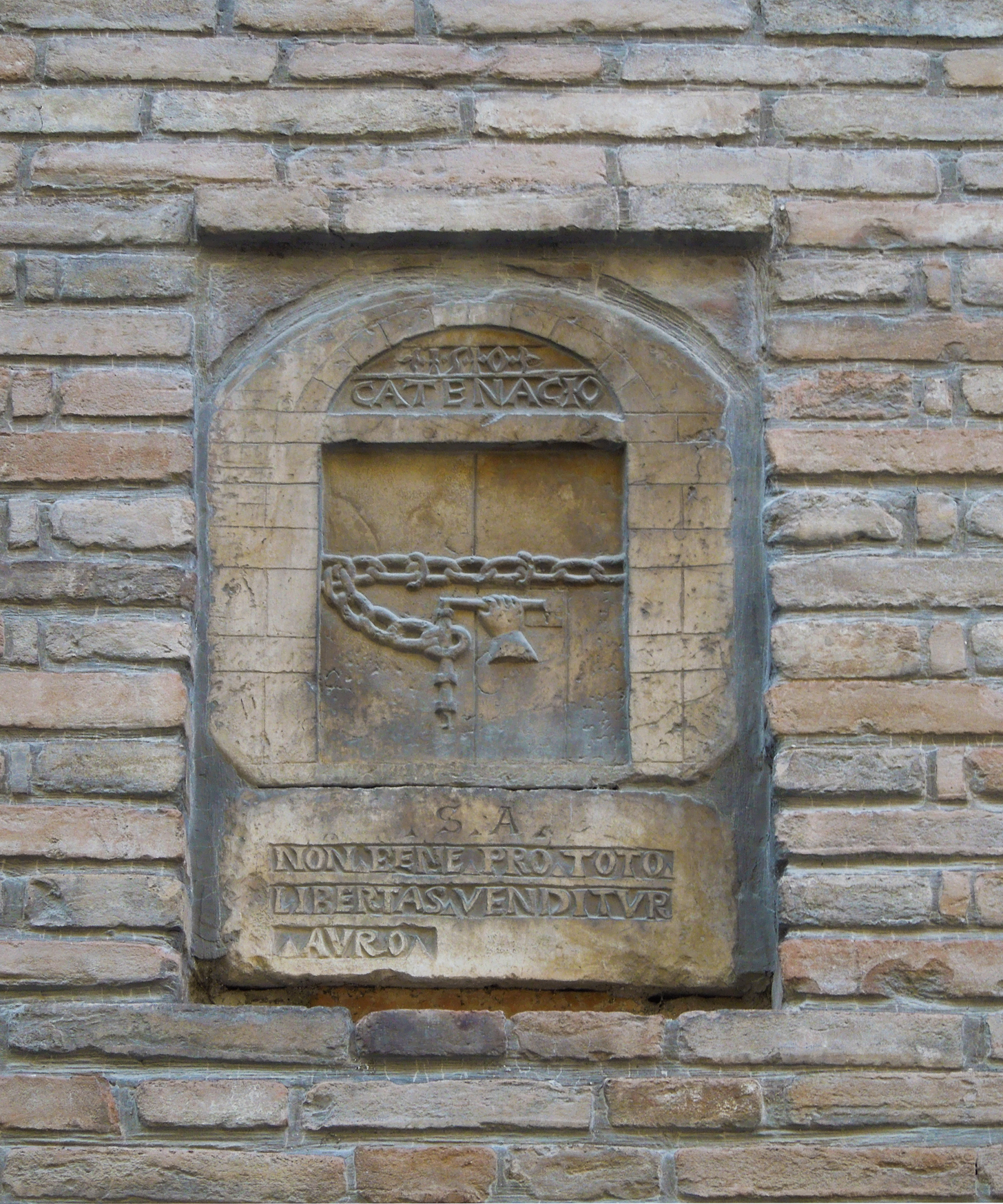
Stemma della casa Catenacci

Posta in via Vittorio Veneto (anticamente via del Teatro Vecchio), la Casa Catenacci - Capuani col teatro Corradi è uno dei pochi esempi di abitazione privata d'epoca medievale-rinascimentale: risale al XV secolo, decorata da un portico ad archi ogivali in laterizio, poggianti su pilastri, da un portale principale ad ogiva in conci di pietra, con portali più piccoli d'epoca tarda, architrave piano sorretto da mensole sul fianco destro. Tracce di portici simili si vedono ancora oggi nel Palazzo vescovile e nell'ex casa Bonolis. Sul primo piano sopravvive una finestra originale in cornice di pietra e architrave piano, le altre finestre sono del XVI-XVII secolo. Seicentesca è la loggia sul corpo basso all'estremità sinistra, il che allude al cambiamento di proprietà delle famiglie: da Giacomo Corradi proprietario nel 1495, che fece costruire una finestra bifora con colonnina tortile e lo stemma, ai Catenacci. Sulla facciata nel moderno rinforzo a scarpa in laterizio, è rimessa una lastra con l'insegna dei Catenacci, sulla facciata su via V. Veneto si trova un emblema lapideo del 1510, con una scritta in latino: S.A. NON BENIT PRO TOTO LIBERTAS VENDITUR AURO (la libertà non si vende per tutto l'oro del mondo).
Dal 1792 fino all'inaugurazione nel 1868 del nuovo teatro civico, la casa Catenacci-Corradi fu sede del primo teatro di Teramo, tanto che all'inaugurazione la famiglia proprietaria invitò a cantare l'artista bolognese Dorotea Monti. La vita teatrale durante il governo borbonico non fu facile, poiché nel 1786 si rischiò la chiusura per disordini, subendo una lenta decadenza sino alla chiusura con la costruzione della nuova struttura sul corso San Giorgio, più spaziosa e più centrale. La storia dell'attività teatrale a Teramo è varia, interessante, e triste: nel 1749 presso il quartiere San Leonardo esisteva un teatro presso Porta Sant'Antonio (o Melatina), nel 1776 il parlamento cittadino rifiutò la proposta di Pasquale Marozzi di erigere un nuovo teatro per i cittadini. Nel 1785 Giuseppe Palombieri si offrì con privati di fabbricare un teatro sopra quello vecchio a Porta Sant'Antonio, dato che era cadente, ma nel 1789 i lavori ancora erano iniziati, e si dovette attende re il 1792, quando i Corradi adibirono la loro casa a teatro.
Capostipite della famiglia era un tal Berardo, censito nel 1348, il quale fece parte del Patriziato dei 48. Nel catasto del 1749 Piertrantonio Corradi, dottore di legge, è documentato nella città, con la sua proprietà sita nel quartiere Santo Spirito. Il teatro originario era assai diverso dal classico aspetto di teatro d'opera all'italiana con sala a ferro di cavallo, i locali del primo piano erano stati adattati alla meno peggio con dei palchi, come è testimoniato dalle carte dei costi di rifacimenti dei palchi nel 1847: aveva possibilmente una pianta rettangolare con due ordini di Palchi, per un totale di 29 più il loggione.La struttura portante era lignea, probabilmente costituita da loggiati sovrapposti, con pilastri di sostegno ricorrenti di palco in palco sino al pianterreno, lasciando libera un'area di circolazione ad uso di platea. Era occupata da 50-70 sedie in tutto numerate, più altre non numerate a disposizione della gente; il palcoscenico era dotato di sipario e guide di legno per le scene.

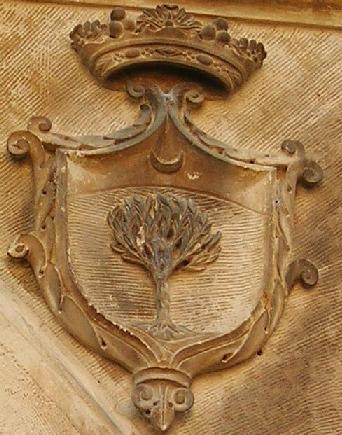
Stemma dei Delfico

Nel 1831 fu nominato sovrintendente Carlo Forti, che in una nota lo definisce "insicuro e pericolante" per la costruzione raffazzonata e per i rischi della popolazione in caso di incidenti o incendi. Furono incaricati di manutenzioni i falegnami Giuseppe Milli e Giuseppe Grimaccini. Nel 1838 ci furono restauri finanziati dal comune, venne incaricato Giuseppe Tullj di dipingere i palchi in legno, insieme a Giuseppe Mancini, Domenico Brizii, lo stuccatore Domenico Moschioni e Giuseppe Milli, padre della poetessa Giannina Milli. Per la concessione data al proprietario don Pietrantonio Corradi, il teatro fu inaugurato nuovamente con dedica al sovrano Ferdinando IV di Napoli. Il teatro aveva iniziato la sua carriera appunto nel 1792 con La moglie capricciosa, dramma giocoso musicato da Giuseppe Gazzaniga con la cantante Dorotea Monti; l'anno successivo fu quello de La virtuosa in Margellina di Saverio Zini, commedia del 1785, dedicata a Giovan Berardino Delfico, presidente della Regia Camera.
Dopo la restaurazione borbonica nel 1815, il teatro di Teramo fu sottoposto a controllo della polizia per evitare tumulti antiborbonici, e l'attività degli spettacoli fu ridotta: vennero rappresentati L'arrivo della sposa nel 1815, poi nel 1818 Il turco in Italia di Gioachino Rossini, nel 1819 La Dartula di Francesco Michitelli. Nel 1829 vennero cantati gli inni celebrativi per l'onomastico dei sovrani Francesco I di Borbone e Maria Isabella, con musica di Andrea Labriola.

## Piazze e strade maggiori

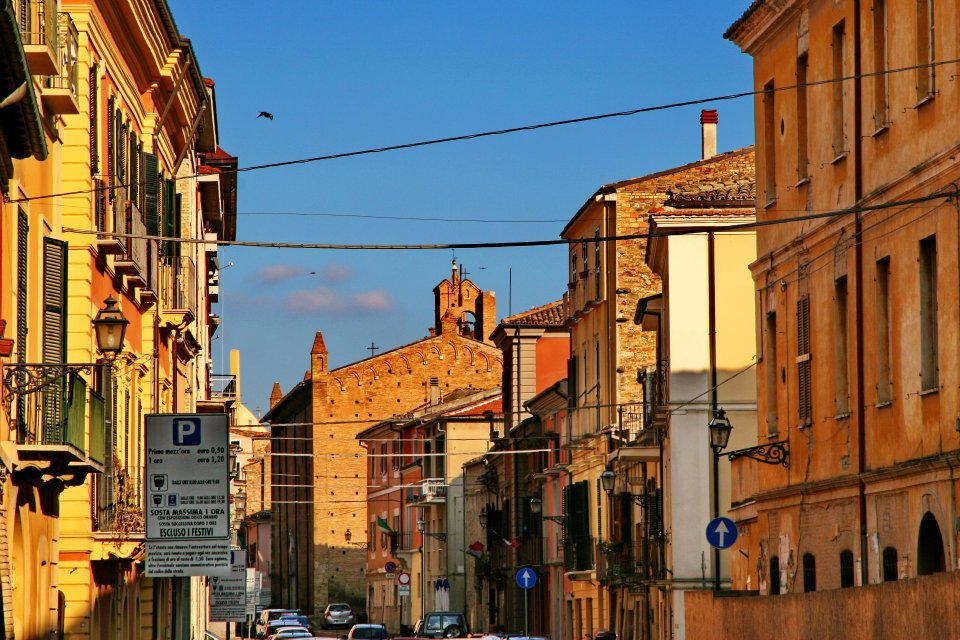
Corso di Porta Romana, sullo sfondo la chiesa di San Domenico

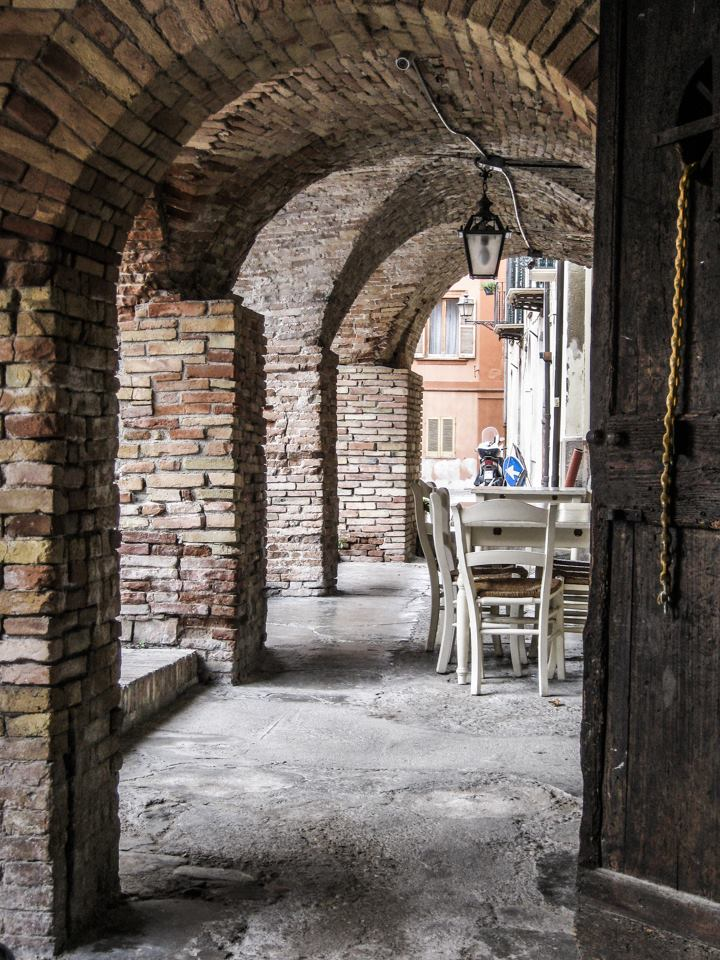
Logge medievali sul corso di Porta Romana

- Corso di Porta Romana: tra il XIV secolo e il XV molti edifici si dotarono a Teramo di portici, soprattutto lungo gli assi viari maggiori, verso le porte urbiche. Il corso di Porta Romana è così definito perché qui si apriva una delle antiche porte medievali che si affacciava sulla via che portava a Roma, la via Caecilia, che seguiva il percorso del Tordino, e attraversava la necropoli di Ponte Messato, giungendo a Montorio al Vomano, dove la via si biforcava verso Basciano e verso Amiternum (L'Aquila). Lungo questo corso, dove si affacciano le chiese di San Domenico e Santo Spirito, è il portico in laterizio con archi a tutto sesto, poggianti su grossi pilastri e volte a crociera. Altri portici sopravvivono presso Casa Bonolis e il corso De Michetti, in laterizi con archi a tutto sesto i primi, ogivali i secondi con volte a crociera.
- Piazza Dante Alighieri: è una piazza recente, un tempo situata al confine delle mura di Porta Romana. La sua importanza è iniziata nella era del XIX secolo con l'istituzione del Real Liceo Ginnasio Melchiorre Delfico, su cui si affaccia, ed oggi è una delle piazze principali del centro storico. Vi si affaccia anche la quattrocentesca Casa del Mutilato.
- Largo Proconsole: si trova allo sbocco di via Trento e Trieste e corso Porta Romana. Vi si affaccia la chiesa di Santo Spirito.